# Superliga de Suiza 2020-21
La Superliga de Suiza 2020-21 o por motivos de patrocinio Raiffeisen Super League fue la 124.ª temporada de la Superliga de Suiza, la máxima categoría del fútbol profesional en Suiza. El torneo comenzó el 19 de septiembre de 2020 y finalizará el 21 de mayo de 2021. 
El Young Boys es el campeón defensor tras ganar el decimocuarto título de su historia y tercer consecutivo la temporada pasada.

## Ascensos y descensos
Tras quedar último, Xamax descendió a la Challenge League tras 2 temporadas y Thun descendió después de 10 años tras perder en el play-off. Lausana-Sport ascendió tras 2 temporadas de ausencia y Vaduz ascendió tras 3 temporadas de ausencia.
| Pos. | Descendidos de Superliga de Suiza 2019-20 |
| ---- | ----------------------------------------- |
| 9.º  | Thun                                      |
| 10.º | Xamax                                     |

| Pos. | Ascendidos de Challenge League 2019-20 |
| ---- | -------------------------------------- |
| 1.º  | Lausana-Sport                          |
| 2.º  | Vaduz                                  |

## Formato
Los diez equipos participantes jugarán entre sí todos contra todos cuatro veces totalizando 36 partidos cada uno, al término de la fecha 36 el primer clasificado obtendrá un cupo para la Segunda ronda de la Liga de Campeones 2021-22, mientras que el segundo y tercer clasificado obtendrán un cupo para la Segunda ronda de la Liga de Conferencia Europa 2021-22. El Vaduz, aunque quede en primer, segundo o tercer lugar, no podrá clasificar a torneos internacionales, ya que participa en el sistema de ligas suizo en condición de invitado. Por otro lado el último clasificado descenderá a la Challenge League 2021-22, mientras que el noveno clasificado jugará el Play-off de relegación contra el subcampeón clasificado de la Challenge League 2020-21 para determinar cual de los dos jugará en la Superliga 2021-22.
Un tercer cupo para la Primera ronda de la Liga de Conferencia Europa 2021-22 será asignado al campeón de la Copa de Suiza.

## Equipos participantes
| Club          | Ciudad   | Estadio                        | Capacidad |
| ------------- | -------- | ------------------------------ | --------- |
| Basel         | Basilea  | St. Jakob-Park                 | 37 994    |
| Lausana-Sport | Lausana  | Stade Olympique de la Pontaise | 15 850    |
| Lucerna       | Lucerna  | Swisspor Arena                 | 16 490    |
| Lugano        | Lugano   | Stadio Comunale di Cornaredo   | 6 390     |
| Servette      | Ginebra  | Stade De Geneve                | 30 084    |
| Sion          | Sion     | Stade de Tourbillon            | 14 283    |
| St. Gallen    | San Galo | Kybunpark                      | 19 456    |
| Vaduz         | Vaduz    | Rheinpark Stadion              | 7 838     |
| Young Boys    | Berna    | Stade de Suisse                | 31 789    |
| Zurich        | Zúrich   | Stadion Letzigrund             | 26 104    |

## Tabla de posiciones
| Pos. | Equipo         | Pts. | PJ | G  | E  | P  | GF | GC | Dif. | Clasificación 2021–22                                   |
| ---- | -------------- | ---- | -- | -- | -- | -- | -- | -- | ---- | ------------------------------------------------------- |
| 1    | Young Boys (C) | 84   | 36 | 25 | 9  | 2  | 74 | 29 | +45  | Segunda ronda de la Liga de Campeones                   |
| 2    | Basel          | 53   | 36 | 15 | 8  | 13 | 60 | 53 | +7   | Segunda ronda de la Liga Europa Conferencia             |
| 3    | Servette       | 50   | 36 | 14 | 8  | 14 | 45 | 56 | −11  | Segunda ronda de la Liga Europa Conferencia             |
| 4    | Lugano         | 49   | 36 | 12 | 13 | 11 | 40 | 42 | −2   |                                                         |
| 5    | Lausana-Sport  | 46   | 36 | 12 | 10 | 14 | 52 | 55 | −3   |                                                         |
| 6    | Lucerna        | 46   | 36 | 12 | 10 | 14 | 62 | 59 | +3   |                                                         |
| 7    | St. Gallen     | 44   | 36 | 11 | 11 | 14 | 45 | 48 | −3   |                                                         |
| 8    | Zürich         | 43   | 36 | 11 | 10 | 15 | 53 | 57 | −4   |                                                         |
| 9    | Sion (O)       | 38   | 36 | 8  | 14 | 14 | 48 | 58 | −10  | Promoción por la permanencia a Challenge League 2021-22 |
| 10   | Vaduz (D)      | 36   | 36 | 9  | 9  | 18 | 36 | 58 | −22  | Descenso a la Challenge League 2021-22                  |

Actualizado a los partidos jugados el 21 de mayo de 2021.
 Fuente: Soccerway

## Tabla de resultados cruzados
| Local \ Visitante | BAS | LAU | LUG | LUZ | SER | SIO | STG | VAD | YB  | ZUR |
| ----------------- | --- | --- | --- | --- | --- | --- | --- | --- | --- | --- |
| Basel             | —   | 2–1 | 2–2 | 3–2 | 1–0 | 4–2 | 0–0 | 2–2 | 0–2 | 1–4 |
| Lausana-Sport     | 1–3 | —   | 0–1 | 2–1 | 2–1 | 0–1 | 1–2 | 3–0 | 0–3 | 4–0 |
| Lugano            | 1–0 | 0–0 | —   | 2–1 | 1–1 | 2–2 | 1–0 | 1–1 | 0–2 | 0–1 |
| Lucerna           | 1–2 | 2–2 | 1–1 | —   | 3–0 | 2–0 | 2–2 | 1–1 | 2–3 | 0–0 |
| Servette          | 1–0 | 1–1 | 1–1 | 1–3 | —   | 1–1 | 2–2 | 1–1 | 0–0 | 2–1 |
| Sion              | 2–3 | 0–0 | 1–1 | 1–2 | 2–0 | —   | 3–2 | 2–1 | 0–0 | 2–2 |
| St. Gallen        | 1–3 | 2–2 | 0–0 | 2–1 | 1–0 | 1–0 | —   | 2–0 | 1–2 | 2–3 |
| Vaduz             | 0–2 | 0–2 | 1–1 | 1–1 | 0–2 | 4–1 | 0–1 | —   | 0–0 | 1–4 |
| Young Boys        | 2–1 | 1–0 | 2–2 | 2–1 | 1–2 | 2–1 | 0–0 | 1–0 | —   | 2–1 |
| Zürich            | 1–0 | 4–0 | 2–2 | 2–0 | 0–1 | 0–0 | 1–2 | 0–1 | 1–4 | —   |

| Local \ Visitante | BAS | LAU | LUG | LUZ | SER | SIO | STG | VAD | YB  | ZUR |
| ----------------- | --- | --- | --- | --- | --- | --- | --- | --- | --- | --- |
| Basel             | —   | 0–0 | 2–0 | 4–1 | 5–0 | 2–2 | 1–0 | 1–2 | 1–1 | 4–0 |
| Lausana-Sport     | 3–3 | —   | 2–0 | 2–1 | 3–1 | 1–3 | 4–3 | 2–1 | 2–4 | 2–2 |
| Lugano            | 2–1 | 1–0 | —   | 2–3 | 0–1 | 3–1 | 2–0 | 0–2 | 1–3 | 0–1 |
| Lucerna           | 3–4 | 1–0 | 1–2 | —   | 3–0 | 1–1 | 4–2 | 4–0 | 2–2 | 3–1 |
| Servette          | 2–0 | 1–4 | 1–1 | 4–2 | —   | 3–5 | 1–2 | 1–2 | 2–1 | 3–1 |
| Sion              | 4–0 | 1–1 | 0–3 | 1–1 | 1–2 | —   | 1–1 | 0–2 | 0–3 | 2–2 |
| St. Gallen        | 3–1 | 5–0 | 0–1 | 0–0 | 0–1 | 0–3 | —   | 1–0 | 2–2 | 1–1 |
| Vaduz             | 1–1 | 0–3 | 0–3 | 1–2 | 1–3 | 3–0 | 2–1 | —   | 0–2 | 3–2 |
| Young Boys        | 2–0 | 4–2 | 3–0 | 5–2 | 2–0 | 2–1 | 2–0 | 1–1 | —   | 4–0 |
| Zürich            | 2–0 | 1–1 | 3–0 | 1–2 | 1–2 | 1–1 | 2–2 | 4–1 | 1–2 | —   |

## Promoción por la permanencia
El Sion que quedó en 9.ª posición se enfrentara al Thun, el subcampeón de la Challenge League 2020-21 en partidos de ida y vuelta. 
| Ida; 27 de mayo de 2021 | Thun            | 1:4 (0:2) | Sion                                          | Stockhorn Arena, Thun                                                         |                                                                               |
| 20:30                   | - Salanovic 89' | Reporte   | - 13' 63' Hoarau - 15' Tosetti - 86' Uldrikis | Asistencia: 100 espectadores Árbitro(s): Sandro Schärer VAR: Adrien Jaccottet | Asistencia: 100 espectadores Árbitro(s): Sandro Schärer VAR: Adrien Jaccottet |

| Vuelta; 30 de mayo de 2021 | Sion | 2:3 (2:2) (Global 6:4) | Thun | Stade de Tourbillon, Sion |  |
| 16:00                      |      | Reporte                |      |                           |  |

## Goleadores
- Actualización 21 de abril de 2021

| Pos | Jugador            | Club           | Goles |
| --- | ------------------ | -------------- | ----- |
| 1   | Jean-Pierre Nsame  | BSC Young Boys | 18    |
| 2   | Arthur Cabral      | FC Basel       | 15    |
| 3   | Grejohn Kyei       | Servette FC    | 11    |
| 4   | Dejan Sorgić       | FC Lucerne     | 10    |
| 5   | Jordan Siebatcheu  | BSC Young Boys | 10    |
| 6   | Pajtim Kasami      | FC Basel       | 9     |
| 7   | Anto Grgić         | FC Sion        | 9     |
| 8   | Kwadwo Duah        | FC St. Gallen  | 9     |
| 9   | Antonio Marchesano | FC Zurich      | 9     |
| 10  | Louis Schaub       | FC Lucerne     | 8     |